# Kevin Sites
Kevin Sites (Geneva, ...) è un giornalista statunitense, corrispondente di guerra che per più di 5 anni ha trasmesso notizie dai siti di guerra intorno al mondo.
L'11 aprile 2003, Sites e la sua troupe, in quanto corrispondenti della CNN, sono stati fermati a un posto di blocco dalla milizia di Saddam Hussein, nota come i Feddayin. Il giorno dopo la cattura, il loro interprete curdo è riuscito a negoziare il loro rilascio.
Nel novembre 2004, come corrispondente per la NBC, Sites ha filmato un Marine statunitense che spara a un ribelle iracheno ferito in una moschea di Falluja. A causa di questa registrazione, è stato accusato di non essere "patriottico". Successivamente, è stato premiato con il Payne Award per l'etica nel giornalismo. Per la stessa vicenda, inoltre, è stato nominato per il National Emmy Award. Per il suo blog, la rivista Wired gli ha assegnato il premio RAVE. È stato il primo premio della rivista assegnato ad un blog.
Alla fine del 2005 Sites è stato assunto da Yahoo! come primo corrispondente di guerra per il loro nascente servizio di notizie online.